# Epierus mehicanus
Epierus mehicanus är en skalbaggsart som beskrevs av J. E. Leconte 1860. Epierus mehicanus ingår i släktet Epierus och familjen stumpbaggar. Inga underarter finns listade i Catalogue of Life.